# 比特利 (密歇根州)
比特利（英語：Bitely）是位於美國密歇根州紐威哥縣利利鎮區的一個非建制地區。

## 地理
比特利所處的海拔為高於海平面264米（即866英呎），而該地所採用的時區為UTC-5，即北美东部時區（EST）。同時該地設有夏令時間，為UTC-5調快一小時，即UTC-4（EDT）。